# Première circonscription de la préfecture d'Ibaraki
La première circonscription de la préfecture d'Ibaraki (茨城県第1区, Ibaraki-ken dai-ikku) est l'une des sept circonscriptions législatives que compte la préfecture d'Ibaraki au Japon.

## Description géographique
Entre 1994 et 2013, la première circonscription de la préfecture d'Ibaraki regroupait les villes de Mito, Shimodate (ja), Shimotsuma et Kasama, une partie du district de Higashiibaraki comprenant le bourg de Jōhoku (ja) et les villages de Katsura (ja) et Gozenyama (ja), une partie du district de Nishiibaraki (ja) comprenant le bourg d'Iwase (ja) et le village de Nanakai (ja), et le district de Makabe (ja).
Entre 2013 et 2022, elle comprenait une partie des villes de Mito, Shimotsuma, Kasama et Hitachiōmiya, les villes de Chikusei et Sakuragawa et, dans le district de Higashiibaraki, le bourg de Shirosato.
Depuis 2022, elle réunit les villes de Mito, Kasama, Chikusei et Sakuragawa et le bourg de Shirosato,.

## Députés
| Législature | Début de mandat | Fin de mandat | Député élu              | Parti politique | Parti politique |
| ----------- | --------------- | ------------- | ----------------------- | --------------- | --------------- |
| 41e         | 1996            | 2000          | Norihiko Akagi (ja)     |                 | PLD             |
| 42e         | 2000            | 2003          | Norihiko Akagi (ja)     |                 | PLD             |
| 43e         | 2003            | 2005          | Norihiko Akagi (ja)     |                 | PLD             |
| 44e         | 2005            | 2009          | Norihiko Akagi (ja)     |                 | PLD             |
| 45e         | 2009            | 2012          | Nobuyuki Fukushima (ja) |                 | PDJ             |
| 46e         | 2012            | 2014          | Yoshinori Tadokoro (ja) |                 | PLD             |
| 47e         | 2014            | 2017          | Yoshinori Tadokoro (ja) |                 | PLD             |
| 48e         | 2017            | 2021          | Yoshinori Tadokoro (ja) |                 | PLD             |
| 49e         | 2021            | 2024          | Nobuyuki Fukushima      |                 | SE              |
| 50e         | 2024            | -             | Nobuyuki Fukushima      |                 | SE              |